# Omalodes clavulus
Omalodes clavulus är en skalbaggsart som beskrevs av Lewis 1888. Omalodes clavulus ingår i släktet Omalodes och familjen stumpbaggar. Inga underarter finns listade i Catalogue of Life.